# Jorge Flies
Jorge Mauricio Flies Añón (Santiago, 1969) es un médico cirujano y político chileno, cercano al Partido Radical de Chile (PR). Desde julio de 2021 se desempeña como Gobernador de la Región de Magallanes y de la Antártica Chilena.
Entre 2014 y 2018 se desempeñó como Intendente de la Región de Magallanes, designado durante el segundo gobierno de la presidenta Michelle Bachelet Jeria.

## Biografía
Sus estudios básicos los realizó en la escuela pública D404 en la comuna de Pudahuel, su enseñanza media la curso en el liceo público en el Liceo Miguel de Cervantes y Saavedra. Luego ingresó a estudiar Medicina en Universidad de Chile y en 1999 obtuvo la especialidad en Medicina Familiar, con Distinción Máxima de la Pontificia Universidad Católica de Chile. Realizó un Master en Gobierno y Cultura de Organizaciones, Instituto de Empresas y Humanismo, de la Universidad de Navarra, España.
Se encuentra casado con la médico neuróloga Dra. Paola Amaro y tienen tres hijas, Paola, Fabiola y Sofía. En 1999 llegó a vivir a la ciudad de Punta Arenas y asumió el cargo de Director del Servicio de Salud Magallanes, designado por el presidente Ricardo Lagos Escobar y se mantuvo en ese cargo hasta el 2014.

## Carrera política
En 2014 fue designado intendente de la región de Magallanes y la Antártica Chilena por la presidenta Michelle Bachelet, completando su período en 2018. A través del Plan de Zonas Extremas en su gestión se desarrollaron 37 proyectos entre los que más destacan fueron: Fibra óptica austral, Centro Asistencial docente y de investigación, Centro subantártico y Centro Antártico Internacional, entre otros.
En el año 2018 fue uno de los finalistas del Premio Ecoscience, por su lucha de posicionar a la región de Magallanes y Antártica chilena como un polo científico en el extremo sur del continente.
Fue candidato a la Gobernación Regional de Magallanes dentro del pacto Unidad Constituyente, con apoyo del Partido Radical de Chile. En 2021 se transforma en el Gobernador Regional de Magallanes y de la Antártica Chilena, siendo electo a través de voto democrático en mayo de 2021, siendo uno de los tres Gobernadores que resultaron electos en primera vuelta.

## Historial electoral

### Primarias de gobernadores regionales de 2020
- Primarias de Gobernadores Regionales de la Unidad Constituyente de 2020, para la Región de Magallanes y de la Antártica Chilena

|  | 67,95 % |

|  | 32,05 % |

### Elección de gobernadores regionales de 2021
- Elecciones de Gobernadores Regionales 2021, para gobernador por la Región de Magallanes y de la Antártica chilena.[7]

|  | 42,12 % |

|  | 22,33 % |

|  | 14,79 % |

|  | 12,14 % |

|  | 8,62 % |

|  | 93,46 % |

|  | 2,77 % |

|  | 3,77 % |

|  | 100 % |

|  | 39,26 % |